# Akkuş

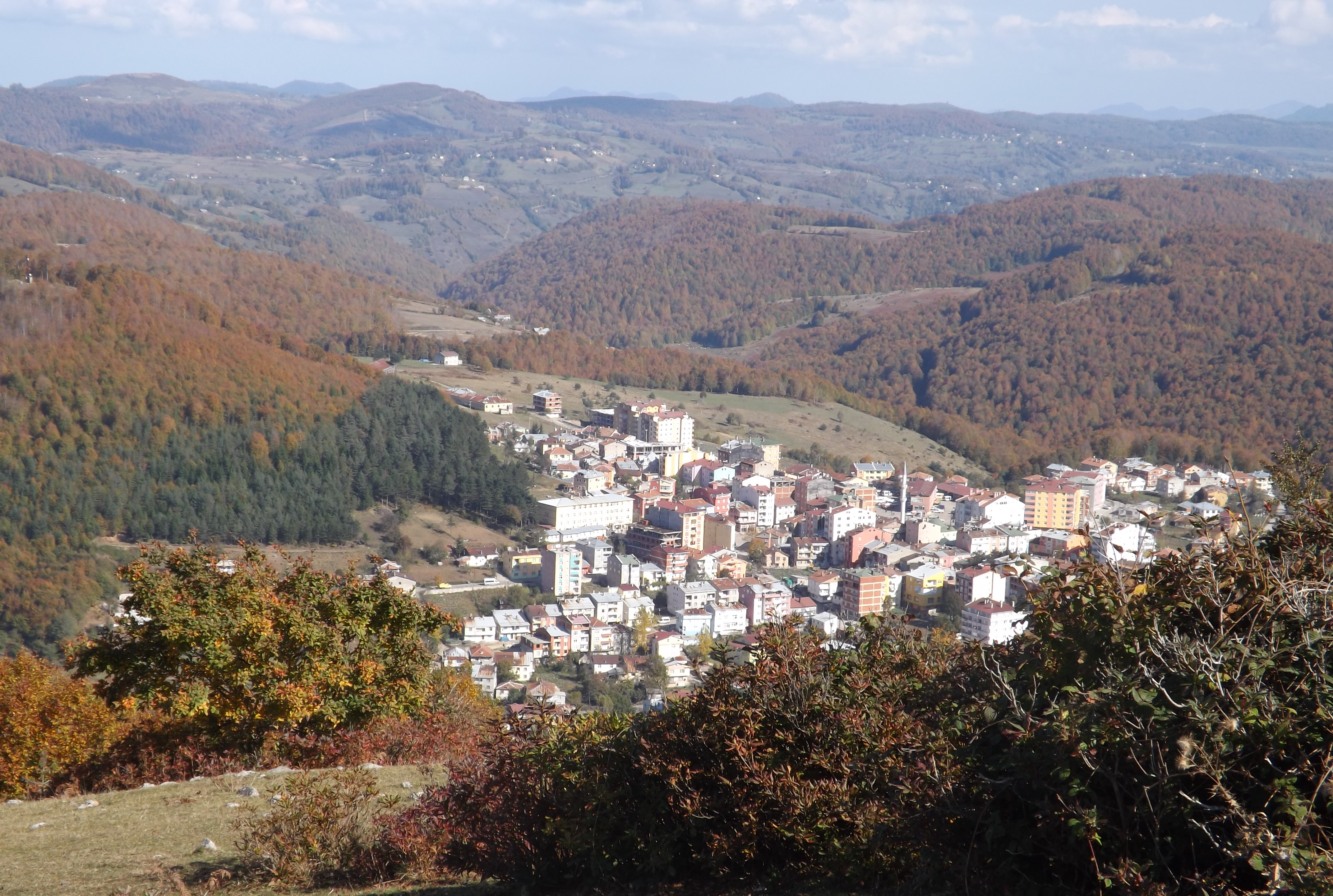
Akkuş

Akkuş là một huyện thuộc tỉnh Ordu, Thổ Nhĩ Kỳ. Huyện có diện tích 763 km² và dân số thời điểm năm 2007 là 33059 người, mật độ 43 người/km².